# Гвалхмай ап Мейлир
Гвалхмай ап Мейлир (валл. Gwalchmai ap Meilyr, известные годы жизни с 1132 по 1180 год) — валлийский поэт XII века, относящийся к поэтической традиции первых «Поэтов принцев».
Гвалхмай занялся стихосложением как его отец — Мейлир, и продолжил династию поэтов, в свою очередь его сыновья Мейлир и Эйнион ап Гвалхмай также выбрали эту стезю. По многим признакам Элидир Сайс, ещё один известный поэт, с высокой долей вероятности признаётся сыном Гвалхмая. Династия эта была тесно связана с островом Англси, так, например, название прихода Тревалхмай связывается с именем Гвалхмая ап Мейлира, и внесла весьма значительный вклад в валлийскую литературу.
В Красной книге из Хергеста и Хендрегадредском манускрипте сохранились девять поэтических произведений, приписываемых Гвалхмаю. В своей «Оде Богу» он возносит тому хвалу и кается в своей грешной жизни, обещая измениться, всё это сопровождается желанием совершить паломничество в Святую землю. В своём другом религиозном стихотворении «Сон Гвалхмая» он вопрошает об успокоении боли от потери своего патрона, сына, а затем супруги, в заключении пытается найти утешение в милосердии и молитве.
В корпус текстов Гвалхмая также входит короткое и увлекательное стихотворение, сочетающее в себе афористические высказывания, сексуальную похвальбу и мотивы разочарования в любви, заканчивающееся напоминанием о судном дне.
Основную часть наследия Гвалхмая составляют пять поэм посвящённых валлийским правителям: две написаны о Мадоге ап Маредиде, последнем правителе единого Поуиса, одно из которых представляет собой элегию, и по одному сочинению — о Оуайне ап Грифиде ап Кинане, принце Гвинеда, и его сыновьях Давиде и Родри. Ода Оуайну Гвинеду содержит яркое описание битвы при Тал-Мойлвре на Англси в 1157 году. В этих произведениях также открываются некоторые детали взаимоотношений Гвалхмая с принцами. У него были какие-то недоразумения с Оуайном, в этом контексте достаточно показательно, что Гвалхмай не посвятил этому великому правителю свою элегию. Кроме того, Гвалхмай сообщает об отделении Давида в восточный Гвинед, а также он отмечает, что Родри его не любит.
Самым известным произведением поэта является его «Поэма торжества» (валл. Gorhoffedd). Она содержит отсылки к военным кампаниям Оуайна Гвинеда в южном Уэльсе в 1136—1138 годах, и в Ридлане около 1157 года. В то же время воспоминания о военных подвигах переплетаются с мыслями о любви, а общим фоном служат описания природы и красоты раннего лета.
В целом творчество Гвалхмая характеризует большая вариативность тем и высокое поэтическое мастерство, а сама тематическая разнонаправленность служит хорошим аргументом против утверждений, что поэзии «Поэтов принцев» не хватает разнообразия.